# 俄羅斯的尼古拉·康斯坦丁諾維奇大公
尼古拉·康斯坦丁諾維奇（俄语：Николай Константинович，1850年2月14日—1918年1月26日），康斯坦丁·尼古拉耶維奇大公的長子，俄羅斯沙皇尼古拉一世的孫子。

## 家庭
1878年，尼古拉與娜潔日達·德雷爾（Надежда Дрейер）結婚。由於屬於貴庶通婚，兩人的子女沒有繼承權。兩人共有兩個兒子：
1. 亞爾特米（1883年—1919年）
2. 亞歷山大（俄语：Искандер, Александр Николаевич）（1887年—1957年）